# Kai Bülow
Kai Bülow (* 31. Mai 1986 in Rostock) ist ein deutscher Fußballspieler. Der Innenverteidiger stand bis zum Ende der Saison 2019/20 im Aufgebot von Hansa Rostock in der 3. Liga. Davor spielte er für den TSV 1860 München und Hansa Rostock in der Bundesliga und in der 2. Bundesliga sowie für den Karlsruher SC in der 3. Liga. Darüber hinaus bestritt er acht Länderspiele für Nachwuchsnationalmannschaften des DFB.

## Laufbahn

### Jugend
Als Fünfjähriger begann Bülow beim Rostocker Vorstadtverein FSV Bentwisch mit dem Fußballspielen. 1994 wechselte er zu Hansa Rostock und durchlief von der E-Jugend an die Jugendabteilung. Noch als A-Jugendlicher absolvierte er in der Schlussphase der Saison 2004/05 vier Einsätze für Hansas zweite Mannschaft in der Oberliga Nordost unter Trainer Timo Lange. Dabei gewann die Mannschaft die Meisterschaft ihrer Oberliga-Staffel und auch das Finale des Mecklenburg-Vorpommern-Pokals, in dem Bülow in den Schlussminuten eingewechselt wurde, mit 4:0 gegen den Greifswalder SV 04.

### Hansa Rostock

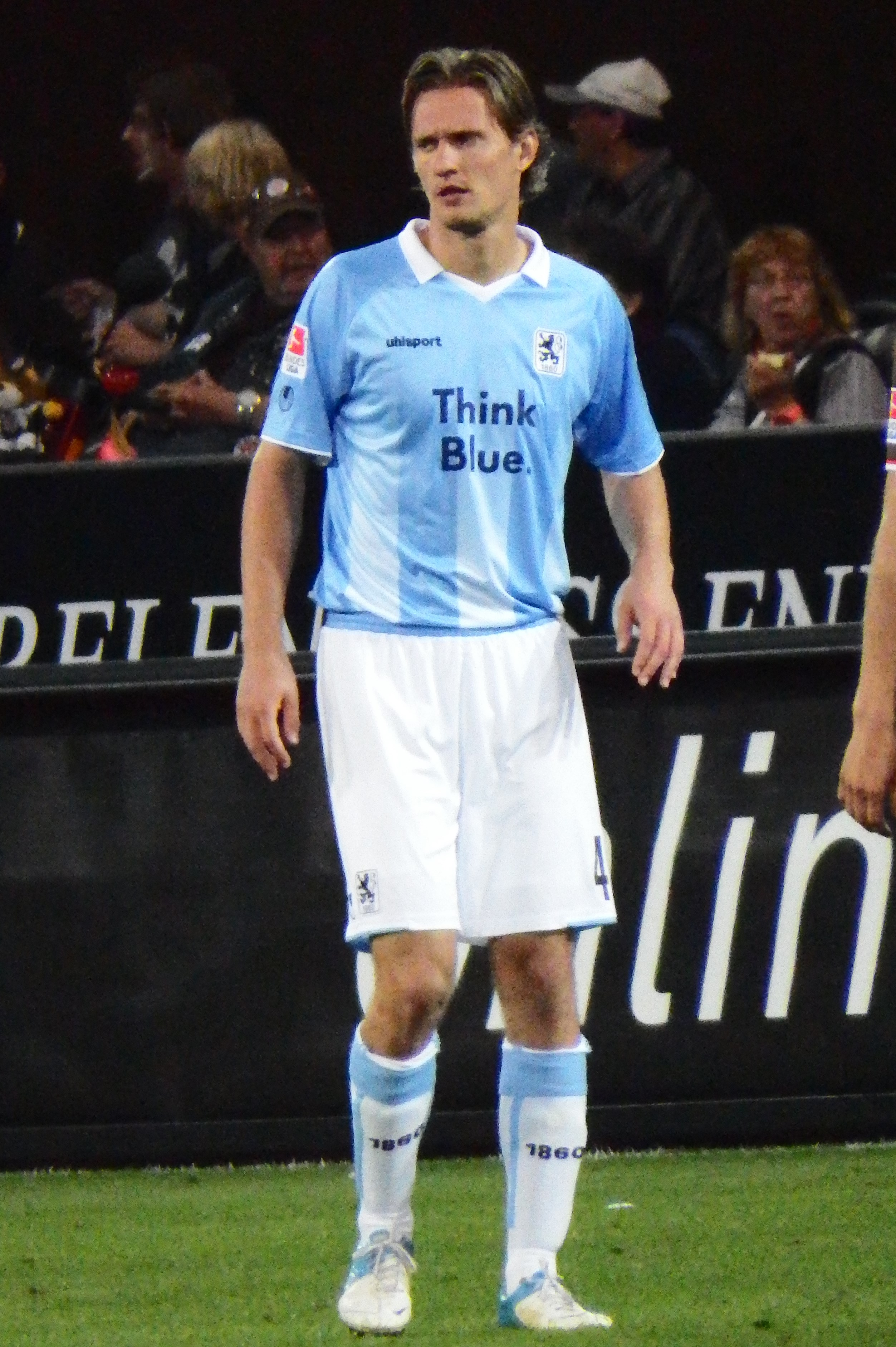
Kai Bülow 2013

Zur Saison 2005/06 der Oberliga wurde Bülow für Hansas zweite Mannschaft unter Vertrag genommen und absolvierte für diese zunächst drei Ligapartien. Nach überzeugender Leistung gegen den 1. FSV Mainz 05 in der ersten Runde des DFB-Pokals 2005/06 wurde er jedoch von Trainer Frank Pagelsdorf für den Kader der ersten Rostocker Mannschaft nominiert, so dass er am vierten Spieltag der Saison 2005/06 der 2. Bundesliga gegen den VfL Bochum sein Debüt in Deutschlands zweithöchster Spielklasse absolvierte. Bis zum achten Spieltag, an dem er gegen Wacker Burghausen auch sein erstes Ligator erzielen konnte, etablierte sich Bülow daraufhin als Stammspieler in Rostock und erhielt noch im Oktober 2005 einen Profi-Vertrag. Zum Saisonende gehörte Bülow mit 25 absolvierten Partien zu den Leistungsträgern in Rostocks Defensive, Hansa verfehlte als Vorjahres-Absteiger aus der Bundesliga jedoch den angestrebten Wiederaufstieg.
2006/07 absolvierte Bülow daraufhin weitere 24 Einsätze für Rostock in der 2. Bundesliga, mit denen er Anteil am durch den zweiten Platz der Abschlusstabelle erreichten Aufstieg in Deutschlands höchste Spielklasse hatte.
2007/08 bestritt Bülow schließlich 29 Partien in Deutschlands höchster Spielklasse, Hansa stieg zum Saisonende als Tabellensiebzehnter jedoch umgehend in die 2. Bundesliga ab, in welcher der Verein 2008/09 erneut in Abstiegsgefahr geriet. Als Hansa in der Spielzeit 2009/10 schließlich den 16. Tabellenplatz belegte, die folgenden Relegationsspiele gegen den FC Ingolstadt 04 verlor und damit in die 3. Liga abstieg, wechselte Bülow zur Saison 2010/11 zum TSV 1860 München, bei dem er einen Zweijahresvertrag unterschrieb. Insgesamt hatte er für Rostocks Lizenzmannschaft 130 Liga- und 7 Pokal-Einsätze bestritten.

### TSV 1860 München
Bei 1860 München war Bülow zum Saisonbeginn neben Mate Ghwinianidse in der Innenverteidigung gesetzt. Nach der Verpflichtung von Stefan Bell im August wurde dieser ihm jedoch vorgezogen. Nach einer Verletzung Ghwinianidses Anfang Oktober rückte Bülow wieder in die Startaufstellung, danach bestritt er bis Saisonende jedes Spiel von Beginn an – bis auf eines. In diesem einen Spiel war er aufgrund einer roten Karte gesperrt. Am 30. Oktober 2010 schoss er beim Spiel in Karlsruhe sein erstes Pflichtspieltor für 1860, im weiteren Saisonverlauf erzielte er zwei weitere Treffer. In der Rückrunde rückte Bülow aus der Innenverteidigung ins defensive Mittelfeld. Insgesamt kam er in der Spielzeit 2010/11 in 29 Ligaspielen zum Einsatz. Bis zur Winterpause der Spielzeit 2011/12 stand er mit Ausnahme von zwei Partien, in denen er rotgesperrt fehlte, immer in der Startaufstellung. Er wurde dabei je nach Spiel in der Innenverteidigung oder im defensiven Mittelfeld eingesetzt. Auch nach der Winterpause war er Stammspieler in der Defensive, musste aber wegen einer weiteren Roten Karte zwei Spiele pausieren. In der Spielzeit 2012/13 kam er auf 31 Ligaeinsätze, anfangs meist im defensiven Mittelfeld, in der Rückrunde hauptsächlich in der Innenverteidigung. In der Relegation am Ende der Saison 2014/15 schoss er in der 91. Minute das entscheidende Tor zum 2:1 und sicherte dem TSV 1860 München somit den Klassenerhalt. In der Saison 2016/17 stand München abermals in der Relegation, konnte gegen den SSV Jahn Regensburg dieses Mal aber nicht den Abstieg vermeiden.

### Karlsruher SC
Nach dem Abstieg der 1860er wechselte Bülow, dessen Vertrag ausgelaufen war, im Sommer 2017 ablösefrei zum Mitabsteiger Karlsruher SC. Dort übernahm er von Dirk Orlishausen das Amt des Mannschaftskapitäns. Sein erstes Pflichtspiel für Karlsruhe absolvierte er am 21. Juli 2017, dem 1. Spieltag der Saison 2017/18, beim 2:2 gegen den VfL Osnabrück. Beim 2:1-Sieg gegen den SV Wehen Wiesbaden am 5. August 2017 (4. Spieltag) erzielte Bülow per Kopf sein erstes Tor für den KSC. Am Ende der Saison erreichte Bülow, der im Laufe der Saison seinen Stammplatz im defensiven Mittelfeld an Marcel Mehlem verloren hatte, mit dem KSC die Aufstiegsrelegation, in der man am FC Erzgebirge Aue scheiterte. Der Defensivspezialist löste im Juli 2018 seinen Vertrag in Karlsruhe auf und wechselte innert der 3. Liga.

### Karriereausklang in Rostock
Im Juli 2018 wechselte er zu seinem Heimat- und Ausbildungsverein Hansa Rostock zurück und unterschrieb einen Vertrag bis 2020. Unter Hansa-Trainer Pavel Dotchev gab Bülow sein Comeback am 1. Spieltag bei der 0:3-Auswärtsniederlage gegen Aufsteiger Energie Cottbus, als er in der 83. Minute eingewechselt wurde. Im weiteren Verlauf absolvierte der Defensivspieler 32 weitere Pflichtspiele und konnte drei Tore beisteuern. Er wurde mit dem Verein Sechster und konnte mit ihm den Mecklenburg-Vorpommern-Pokal gewinnen. In die folgende Spielzeit ging Bülow als Stammspieler, fiel jedoch zwischen November 2019 und März 2020 aufgrund eines Innenbandanrisses im Knie aus. Seit seiner Rückkehr war er im defensiven Mittelfeld gesetzt und brachte es in seiner letzten Spielzeit auf 23 Drittliga-Einsätze (ein Tor). Am 4. Juli 2020 bestritt das Hansa-Urgestein beim Auswärtsspiel gegen den Chemnitzer FC seine letzten 90 Spielminuten und beendete anschließend die aktive Laufbahn.

## Nationalmannschaft
2002 hatte Bülow gegen eine Leipziger Stadtauswahl sein erstes Spiel im Dress des DFB bestritten. Am 23. Oktober 2002 kam er zu seinem ersten Länderspieleinsatz, er wurde im Spiel der deutschen U17 gegen Slowenien eingewechselt. 2004 wurde er zweimal in der U18 und einmal in der U19 eingesetzt, 2006 einmal in der U20. Im Februar 2007 bestritt Bülow sein erstes Spiel für die deutsche U21-Nationalmannschaft. Trainer Dieter Eilts setzte ihn zur Halbzeit im Duell gegen Italien (0:0) ein. Im Juni desselben Jahres folgten noch Einsätze gegen die Elfenbeinküste (0:0) und Frankreich (1:4).

## Privates
Bülows Vater Jochen war aktiver Segler beim ASK Vorwärts Rostock und Empor Rostock. Sein Bruder Lars war aktiver Handballspieler.
Mit der Ü35-Mannschaft der Rostock Seawolves gewann er im Mai 2023 und im Juni 2024 die deutsche Basketball-Meisterschaft dieser Altersklasse.

## Erfolge
Hansa Rostock
- Aufstieg in die Bundesliga 2006/07
- Landespokalsieger Mecklenburg-Vorpommern: 2019